# الربوع (القبيطة)

تعديل مصدري - تعديل

الربوع هي إحدى قرى عزلة القبيطة بمديرية القبيطة التابعة لمحافظة لحج، بلغ تعداد سكانها 1253 نسمة حسب تعداد اليمن لعام 2004.